# Alvares
Alvares is een plaats (freguesia) in de Portugese gemeente Góis en telt 1007 inwoners (2001).